# Haematopota vieirai
Haematopota vieirai är en tvåvingeart som beskrevs av Travassos Dias 1960. Haematopota vieirai ingår i släktet Haematopota och familjen bromsar.
Artens utbredningsområde är Angola. Inga underarter finns listade i Catalogue of Life.